# Walter Goehr
Walter Goehr (* 28. Mai 1903 in Berlin; † 4. Dezember 1960 in Sheffield) war ein deutscher Dirigent und Komponist, der nach England emigrierte.

## Leben
Walter Goehr studierte zunächst bei Ernst Krenek und war danach von 1925 bis 1928 Meisterschüler bei Arnold Schönberg an der Preußischen Akademie Berlin. Zugleich arbeitete er bereits ab 1925 als Dirigent beim Berliner Rundfunk. 1930 heiratete er die Fotografin Laelia Rivlin (1908–2002). 1932 verlor Goehr wegen seiner jüdischen Herkunft die Arbeitsstelle. Er erhielt danach die Stelle eines Musikdirektors bei der Gramophone Company (der späteren EMI) und floh 1933 nach London.
In England arbeitete Goehr auch für den Rundfunk und dirigierte Konzerte in der Londoner Wigmore Hall. 1945 bis 1948 leitete er das Theaterorchester der BBC. Als Dirigent setzte er sich bevorzugt für zeitgenössische Musik ein, beispielsweise für Benjamin Britten oder Michael Tippett. Unter anderem dirigierte er 1944 die Uraufführung von Tippetts Oratorium A Child of Our Time und 1950 die erste englische Aufführung von Mahlers 6. Sinfonie sowie die Uraufführung der Deutschen Sinfonie von Hanns Eisler am 24. April 1959 in der Staatsoper in Ost-Berlin. Zu seinen Dirigierschülern zählte die englische Komponistin und Dirigentin Angela Morley. In den 1950ern nahm er zahlreiche Schallplatten für die US-amerikanische „Concert Hall Society“ auf, die in Deutschland unter dem Label „Musical Masterpiece Society“ vertrieben wurden. Dabei trat er auch als Begleiter von Solisten wie etwa den Geigern Ricardo Odnoposoff und Manoug Parikian sowie dem Pianisten Noel Mewton-Wood auf.
Goehr verstarb am 4. Dezember 1960 im Rathaus von Sheffield, unmittelbar nachdem er eine Aufführung des Messias von Händel dirigiert hatte.
Sein Sohn Alexander Goehr war ein in England lebender Komponist, die Philosophin Lydia Goehr ist seine Enkelin.
Der deutsch-amerikanische Komponist und Dirigent Rudolf Goehr war sein Bruder.

## Werk
Der Werkkatalog von Goehr, der seinen Schwerpunkt auf Dirigiertätigkeit legte, ist verhältnismäßig schmal. Seine Musiksprache knüpft bei Hindemith, Ravel und dem befreundeten Weill an. 1931 wurde seine Funkoper Malpopita erfolgreich gesendet (das Werk erlebte seine erste szenische Aufführung 2004 in Berlin). Daneben schrieb er sinfonische und kammermusikalische Werke sowie Gelegenheitskompositionen für Film und Theater.
Goehr erstellte ferner Neuausgaben von Monteverdis Marienvesper und L’incoronazione di Poppea sowie eine Orchesterversion der Bilder einer Ausstellung von Mussorgski.
Ferner war Goehr auch als Komponist für Filmmusik aktiv. Seine erste Arbeit auf diesem Gebiet war Der König von Paris aus dem Jahr 1930. Auch im Exil war er an Filmproduktionen beteiligt, so 1937 an Secret Lives. Zuletzt war er 1954 an Verraten beteiligt.